# Amager Demons
Gli Amager Demons sono una squadra di football americano di Tårnby, in Danimarca, fondata nel 2002; hanno vinto un titolo di secondo livello.

## Dettaglio stagioni

### Tornei nazionali

#### Campionato

##### Nationalligaen
| Stagione | regular season | regular season | regular season | regular season | regular season | regular season | playoff | playoff | playoff | playoff | playoff | playoff    | playoff               |
|          | Vin            | Par            | Per            | Tot            | PF             | PS             | Vin     | Per     | Tot     | PF      | PS      | risultato  | avversaria            |
| -------- | -------------- | -------------- | -------------- | -------------- | -------------- | -------------- | ------- | ------- | ------- | ------- | ------- | ---------- | --------------------- |
| 2011     | 2              | 0              | 8              | 10             | 76             | 371            | -       | -       | -       | -       | -       | -          | -                     |
| 2012     | 3              | 0              | 7              | 10             | 169            | 224            | -       | -       | -       | -       | -       | -          | -                     |
| 2013     | 4              | 0              | 6              | 10             | 246            | 415            | 0       | 1       | 1       | 21      | 34      | Wild Card  | Søllerød Gold Diggers |
| 2014     | 5              | 0              | 5              | 10             | 282            | 263            | 0       | 1       | 1       | 6       | 52      | Wild Card  | Aarhus Tigers         |
| 2015     | 5              | 0              | 5              | 10             | 110            | 235            | 0       | 1       | 1       | 18      | 57      | Wild Card  | Aarhus Tigers         |
| 2016     | 4              | 0              | 6              | 10             | 215            | 318            | 1       | 1       | 2       | 28      | 57      | Semifinale | Copenhagen Towers     |
| 2017     | 1              | 0              | 9              | 10             | 126            | 346            | 0       | 1       | 1       | 0       | 21      | Retrocessi | Frederikssund Oaks    |
| Totale   | 24             | 0              | 46             | 70             | 1224           | 2172           | 1       | 5       | 6       | 73      | 221     |            |                       |

##### Kvalifikations Ligaen/1. division
| Stagione | regular season | regular season | regular season | regular season | regular season | regular season | playoff | playoff | playoff | playoff | playoff | playoff    | playoff            |
|          | Vin            | Par            | Per            | Tot            | PF             | PS             | Vin     | Per     | Tot     | PF      | PS      | risultato  | avversaria         |
| -------- | -------------- | -------------- | -------------- | -------------- | -------------- | -------------- | ------- | ------- | ------- | ------- | ------- | ---------- | ------------------ |
| 2018     | 1              | 0              | 3              | 4              | 61             | 98             | -       | -       | -       | -       | -       | -          | -                  |
| 2019     | 4              | 0              | 4              | 8              | 248            | 155            | -       | -       | -       | -       | -       | -          | -                  |
| 2020     | 1              | 0              | 2              | 3              | 81             | 90             | -       | -       | -       | -       | -       | [ 2 ]      | -                  |
| 2021     | 3              | 0              | 3              | 6              | 146            | 138            | 0       | 1       | 1       | 16      | 34      | Wild Card  | Odense Badgers     |
| 2022     | 3              | 0              | 4              | 7              | 100            | 136            | -       | -       | -       | -       | -       | -          | -                  |
| 2023     | 6              | 0              | 3              | 9              | 274            | 134            | 0       | 1       | 1       | 14      | 35      | Semifinale | Frederikssund Oaks |
| Totale   | 18             | 0              | 19             | 37             | 910            | 751            | 0       | 2       | 2       | 30      | 69      |            |                    |

##### Danmarksserien
| Stagione | regular season | regular season | regular season | regular season | regular season | regular season | playoff | playoff | playoff | playoff | playoff | playoff   | playoff    |
|          | Vin            | Par            | Per            | Tot            | PF             | PS             | Vin     | Per     | Tot     | PF      | PS      | risultato | avversaria |
| -------- | -------------- | -------------- | -------------- | -------------- | -------------- | -------------- | ------- | ------- | ------- | ------- | ------- | --------- | ---------- |
| 2012     | 5              | 0              | 5              | 10             | 228            | 171            | -       | -       | -       | -       | -       | -         | -          |
| 2013     | 2              | 0              | 8              | 10             | 114            | 318            | -       | -       | -       | -       | -       | -         | -          |
| 2014     | 2              | 0              | 8              | 10             | 150            | 385            | -       | -       | -       | -       | -       | -         | -          |
| Totale   | 9              | 0              | 21             | 30             | 492            | 874            | -       | -       | -       | -       | -       |           |            |

### Riepilogo fasi finali disputate
| Anno              | Luogo         | Evento         | Fase del torneo | Incontro                                             | Risultato |
| 21 settembre 2013 | Nærum         | Nationalligaen | Wild Card       | Søllerød Gold Diggers - Amager Demons                | 34 - 21   |
| 20 settembre 2014 | Viby J        | Nationalligaen | Wild Card       | Aarhus Tigers - Amager Demons                        | 52 - 6    |
| 20 settembre 2015 | Viby J        | Nationalligaen | Wild Card       | Aarhus Tigers - Amager Demons                        | 57 - 18   |
| 24 settembre 2016 |               | Nationalligaen | Semifinale      | Copenhagen Towers - Amager Demons                    | 49 - 14   |
| 30 settembre 2017 | Kastrup       | Nationalligaen | Playout         | Amager Demons - Frederikssund Oaks                   | 0 - 21    |
| 18 settembre 2021 | Odense        | 1. division    | Wild Card       | Odense Badgers - Amager Demons                       | 34 - 16   |
| 24 settembre 2023 | Frederikssund | 1. division    | Semifinale      | Frederikssund Oaks - Amager Demons/Slagelse Wolfpack | 35 - 14   |

## Palmarès
- 1 Campionato di 2º livello (2010)
- 1 Campionato di 3º livello (2005)